# Dhāmek Stūpa
Le Dhāmek Stūpa est un stūpa situé à Sārnāth en Inde, construit vers 500.